# Kindergarten Wars
Kindergarten Wars (яп. 幼稚園WARS Ё:тиэн уорз, «Детсадовские войны») — манга, написанная и проиллюстрированная Ё Тибой. Публикуется в сервисе цифровой манги Shonen Jump+ издательства Shueisha с сентября 2022 года и по состоянию на август 2025 года издана в пятнадцати томах-танкобонах.

## Сюжет
Действие сюжета разворачивается в детском саду «Нуар», известном как «самый безопасный детский сад в мире». Его воспитанниками являются дети политиков, знаменитостей, бизнесменов и других людей из высшего света, а воспитателями работают бывшие преступники, которые в обмен на смягчение приговора защищают детей от потенциальных убийц и похитителей. Рита, также известная как «Осуждённая № 999», — бывшая наёмная убийца, которая хочет добиться смягчения приговора за свою активную работу в качестве телохранителя детей и попутно найти себе симпатичного парня.

## Выпуск
Манга Kindergarten Wars, написанная и проиллюстрированная Ё Тибой, публикуется в сервисе цифровой манги Shonen Jump+ издательства Shueisha с 15 сентября 2022 года. Первое время публиковалась в рамках программы Jump Rookie! (яп. ジャンプルーキー! Дзямпу ру:ки:!) как «независимая манга». В январе 2025 года автор манги объявил о начале финальной арки под названием «Америка» и о том, что публикация манги будет приостановлена до 27 марта. На август 2025 года главы манги были скомпонованы в пятнадцать томов-танкобонов. Первый том поступил в продажу 3 марта 2023 года.
В октябре 2024 года был анонсирован спин-офф манги под названием Kindergarten Wars: Luke, сюжет которого посвящён одному из персонажей. Спин-офф будет издан в виде одного тома-танкобона; всего в нём около 6 глав и 180 страниц.
Перевод глав манги на английский язык публикуется в сервисе Manga Plus издательства Shueisha с мая 2023 года. На территории Франции манга лицензирована издательством Ki-oon; главы на французском языке также доступны посредством Manga Plus. В октябре 2024 года манга была лицензирована американским издательством Yen Press.

### Список томов
| №  | Дата публикации    | ISBN                   |
| -- | ------------------ | ---------------------- |
| 01 | 3 марта 2023 г.    | ISBN 978-4-0888-3486-3 |
| 02 | 4 апреля 2023 г.   | ISBN 978-4-0888-3488-7 |
| 03 | 2 мая 2023 г.      | ISBN 978-4-0888-3506-8 |
| 04 | 4 июля 2023 г.     | ISBN 978-4-0888-3541-9 |
| 05 | 4 сентября 2023 г. | ISBN 978-4-0888-3640-9 |
| 06 | 2 ноября 2023 г.   | ISBN 978-4-0888-3702-4 |
| 07 | 4 января 2024 г.   | ISBN 978-4-0888-3842-7 |
| 08 | 4 марта 2024 г.    | ISBN 978-4-0888-3860-1 |
| 09 | 2 мая 2024 г.      | ISBN 978-4-0888-4034-5 |
| 10 | 4 июля 2024 г.     | ISBN 978-4-0888-4091-8 |
| 11 | 4 сентября 2024 г. | ISBN 978-4-0888-4186-1 |
| 12 | 1 ноября 2024 г.   | ISBN 978-4-0888-4264-6 |
| 13 | 4 января 2025 г.   | ISBN 978-4-0888-4345-2 |
| 14 | 4 апреля 2025 г.   | ISBN 978-4-0888-4426-8 |
| 15 | 4 августа 2025 г.  | ISBN 978-4-0888-4627-9 |

## Приём
В 2023 году манга была номинирована на премию Next Manga Award в категории «Лучшая веб-манга» и заняла по итогам голосования третье место в шорт-листе номинантов.  В конце сентября этого же года манга заняла восьмое место в голосовании на премию Tsutaya Comic Award, а в январе 2024 года — седьмое место по итогам «Всеобщего голосования по веб-манге — 2023». В марте 2024 года манга была включена порталом MyAnimeList в два рекомендательных списка: «Манга, которую вам стоит прочесть — 2024» и «Достойно аниме». По итогам опроса «Самая желанная аниме-адаптация манги», проведённого в марте 2024 года в рамках аниме-выставки AnimeJapan, Kindergarten Wars заняла девятое место. В опросе за 2025 год манга поднялась на пятое место. В июне 2025 года манга была номинирована на премию Japan Expo Awards в трёх категориях: «Премия „Дарума“ за лучшую мангу», «Премия „Дарума“ за лучшую мангу в жанре боевик» и «Премия „Дарума“ за лучшую новую мангу», в итоге одержав победу в двух последних.